# Ligne 11 du tramway d'Île-de-France
Pour les articles homonymes, voir Tram Express.
La ligne 11 du tramway d'Île-de-France, précédemment désignée durant l'élaboration et la réalisation du projet Tram express nord, Tangentielle légère nord (TLN), Tangentielle nord, T11 Express, est une ligne de tram-train francilienne de rocade, créée à l'initiative du Syndicat des transports d'Île-de-France (Stif), devenu en juin 2017 Île-de-France Mobilités. Elle relie la gare d'Épinay-sur-Seine à celle du Bourget ; à terme, elle doit relier la gare de Sartrouville (Yvelines) à la gare de Noisy-le-Sec (Seine-Saint-Denis).
Sa mise en service complète est espérée pour 2033, après une mise en service partielle sur 11 km en juillet 2017 entre les gares d'Épinay-sur-Seine (RER C) et du Bourget (RER B). 
La ligne desservira à terme 14 gares sur 28 kilomètres et devrait transporter chaque jour 150 000 voyageurs, dont 60 000 pour la première phase.
À son ouverture en 2017, la ligne est exploitée par une filiale de Keolis et de SNCF Voyageurs, Transkeo T11, puis, le 22 mars 2025,  par une autre de leurs filiales, Stretto, qui exploite également les lignes T4 et T14 (ex-branche Esbly - Crécy-la-Chapelle du Transilien P), dans le cadre de l'ouverture à la concurrence des transports en communs d'Île-de-France.

Plan schématique de la ligne T11.

## Le projet

### Grandes dates
Les dates principales du projet sont listées ci-dessous :
- 1999 : concertation préalable ;
- 11 juillet 2000 : approbation du schéma de principe ;
- juin à novembre 2003 : concertation préalable complémentaire ;
- 28 septembre 2004 : approbation du schéma de principe complémentaire (variante train léger) ;
- novembre-décembre 2006 : enquête publique ;
- 29 mai 2008 : publication de la déclaration d'utilité publique[7] ;
- 8 juillet 2009 : approbation de l'avant-projet de la première phase (Épinay-sur-Seine – Le Bourget)[8] ;
- juillet 2009 : démarrage des travaux préparatoires[9] ;
- 13 décembre 2010 : démarrage des travaux d'infrastructure[10],[11] ;
- 27 avril 2016 : mise sous tension des lignes aériennes de contact[12],[6] ;
- 13 juin 2016 : mise en service de l'atelier de maintenance, livraison de la première rame le lendemain[13] ;
- 12 juillet 2016 : premier jour d'essai du tramway sur la ligne ;
- 15 septembre 2016 : cérémonie d'inauguration de l'atelier de maintenance en présence des élus à Noisy-le-Sec[14] ;
- 1er juillet 2017 : mise en service du tronçon Épinay-sur-Seine – Le Bourget[15] ;
- 22 mars 2025 : passage de l'exploitation de la ligne à Stretto (Groupement Keolis - SNCF Voyageurs) ;
- 2032 (Est) - 2033 (Ouest) : mise en service espérée de la ligne complète[3].

### Les prémices
Le projet de la tangentielle nord fait partie, à l'origine, d'un réseau appelé Lutèce (rétroacronyme pour « Liaison Utilisation Tangentielle En Couronne Extérieure »). Ce réseau, inscrit au schéma directeur de la région Île-de-France (SDRIF) de 1994, prévoyait la réalisation de quatre liaisons ferrées en banlieue (les tangentielles nord, est, sud et ouest) reliant de grands pôles comme l'aéroport de Paris-Charles-de-Gaulle, Marne-la-Vallée, la gare de Massy - Palaiseau, Évry, Versailles ou Cergy-Pontoise en contournant Paris. Les tangentielles devaient répondre à la demande croissante de transports de banlieue à banlieue.
Les premières études optent pour le choix d'une desserte lourde au quart d'heure de type réseau express régional (RER), insérée sur les deux voies actuelles de la ligne de la grande ceinture de Paris (dite Grande Ceinture) entre les nombreuses circulations de fret. Cependant, le trafic intense de marchandises, et la médiocrité d'une desserte aux 15 minutes conduisent, à la suite de la concertation préalable, à un réexamen du projet qui s'oriente alors vers le choix d'une ligne entièrement nouvelle, édifiée le long de la Grande Ceinture qui resterait alors presque totalement affectée au fret et totalement séparée de la nouvelle tangentielle.

### Le projet retenu

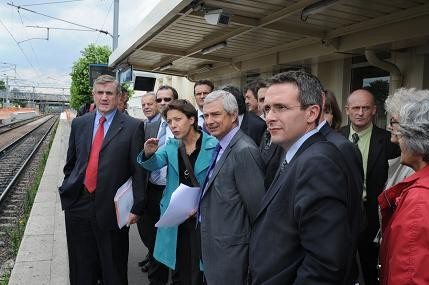
En juillet 2008, visite d'élus conduite par Claude Bartolone, alors président du conseil général de la Seine-Saint-Denis, sur le tracé en gare du Bourget.

Le manque de place en zone urbaine dense, et la vogue du tram-train poussent à faire le choix d'un train léger, d'une moindre capacité qu'un mode lourd, mais plus attractif grâce à sa fréquence plus élevée, permise par une infrastructure spéciale. Le projet propose la construction d'une ligne le long de la Grande Ceinture et choisit un train léger permettant une insertion plus aisée dans le tissu urbain, avec une plate-forme plus étroite qu'une voie ferrée classique à grand gabarit (8,5 mètres au lieu de 10 mètres), et de fortes rampes (65 ‰) permises par un matériel léger performant. Malgré ce gabarit limité, certains riverains protestent, notamment à Montmagny, contre les expropriations annoncées. Le maire du Bourget souhaitait en 1999 que la ligne de tram construite au nord de la ligne de marchandises l'ait été au sud afin de réduire le nombre de pavillons à exproprier. En 1999, la gare de Dugny - La Courneuve reste encore optionnelle. Sa réalisation est soutenue par le ministre des transports communiste Jean-Claude Gayssot, qui pointe l'intérêt de desservir des manifestations festives sur l'Aire des vents… comme la Fête de l'Humanité. Si la ministre s’accommoderait d'une gare non desservie toute l'année, le maire de Dugny la demande permanente tout en acceptant éventuellement que certaines missions non omnibus éludent la gare aux heures creuses.
Le projet complet prévoit la création de six nouvelles gares et le réaménagement de huit gares existantes (sept dont trois nouvelles et quatre transformées en pôles de correspondance pour la première phase). Il doit améliorer les correspondances avec les lignes B, C et D du réseau express régional d'Île-de-France (RER), la ligne H du Transilien, le tramway T8 et à moyen terme les lignes 16 et 17 du Grand Paris Express. La phase 2 permettrait en outre de relier les lignes A et E du RER, la ligne J, la ligne L, le T Zen 3 et la future ligne 15,. Les gares doivent être entièrement accessibles aux personnes à mobilité réduite avec des ascenseurs et embarquements de plain-pied. Celle de la gare de Villetaneuse-Université est toutefois contestée.
La suppression des quatorze passages à niveau du tracé complet est par ailleurs prévue pour accroître la sécurité des riverains et de la circulation ferroviaire. Une opération complémentaire d'isolation phonique est retenue, avec isolation des façades de 80 bâtiments et l'édification de 13 kilomètres d'ouvrages de protections acoustiques (murs antibruit).
La sécurité est assistée par la vidéosurveillance, mise en place sur les quais, autour des lignes de contrôles automatiques, et dans les passages souterrains. La présence du personnel en gare est assurée jusqu'au dernier train selon la SNCF[réf. nécessaire]. Quinze agents de la Sûreté ferroviaire affectés au T11 sont basés en gare de Pierrefitte - Stains.
La ligne complète permettrait d'acheminer 18,4 millions de voyageurs chaque année, en concernant potentiellement 3,6 millions d'habitants et 1,4 million d'emplois.
Le nouveau projet est adopté et déclaré d'utilité publique le 29 mai 2008,.
Le 22 janvier 2014, le Syndicat des transports d'Île-de-France (STIF) publie un plan présentant les mises en service effectuées à l'horizon 2020, dans lequel il attribue à cette ligne l'appellation « Tram Express Nord ». En juin 2016, son nom définitif Ligne 11 Express est annoncé.

### Trafic escompté
En 2000, le trafic estimé se situait entre 100 000 et 150 000 voyageurs par jour sur le tracé complet. En 2008, le trafic estimé est revu à la hausse avec 150 000 voyageurs par jour. En 2017, le site officiel du T11 évoque jusqu'à 250 000 voyageurs, mais la première phase vise dans un premier temps 60 000 voyageurs par jour.

### Financement du projet
Le T11 est inscrit sous le nom de Tangentielle nord aux contrats de plan 2000-2006 et 2007-2014.
L'enveloppe prévue au contrat de plan 2000-2006 est de 335,4 millions d'euros. Dans le cadre du « Plan banlieue » approuvé par le comité interministériel des villes du 20 juin 2008, l'État s'est dit prêt à débloquer des financements à hauteur de 220 millions d'euros pour « soutenir au moins quatre projets spécifiques dont le Tramway T4 vers Clichy-Montfermeil, la tangentielle nord, le tram-train Évry - Massy (devenu le tramway T12) et la liaison RER D/RER B (Barreau de Gonesse) ».
La première phase de travaux, entre Épinay-sur-Seine et Le Bourget, bénéficie d’un engagement prévisionnel de 299 millions d'euros, inscrit au contrat de projet État-Région 2007-2013. Le financement de base est de 491,9 millions d'euros (M€) répartis entre le conseil régional d'Île-de-France (276,4 M€ soit 56,22 %), l’État (160,4M€, soit 32,6 %), RFF (41,3M€, soit 8,4 %), le conseil général de la Seine-Saint-Denis (8,9 M€, soit 1,8 %) et le conseil général du Val-d'Oise (4,9 M€, soit 1 %), consacrés pour 397,2 M€ aux travaux, pour 66 M€ aux frais d'ingénierie et pour 28,7 M€ aux acquisitions foncières. Cependant des retards et surcoûts font apparaître un besoin de financement complémentaire de 119 M€ réparti entre la Région (29,5 M€ soit 24,8 %), l’État (12,65 M€, soit 10,6 %), la SNCF (0,8 M€, soit 0,7 %) et surtout SNCF Réseau (76 M€, soit 63,9 %), soit un total cumulé de plus de 610,9 M€. Globalement, le clé de financement se répartit entre la Région (49 %), l’État (28 %), la SNCF (20 %), le département de la Seine-Saint-Saint-Denis (2 %) et le département du Val-d'Oise (1 %),.
L'évaluation du coût total de la ligne était de 760 millions d'euros et celui du matériel roulant de 171 millions d’euros, aux conditions économiques de janvier 2000. Le montant total est réévalué en 2008 à un milliard d'euros pour l'infrastructure (construction de deux voies dédiées, suppression des passages à niveau et isolation phonique) et à 160 millions d'euros pour le matériel roulant.

## Infrastructure
La ligne 11 longe la ligne de Grande Ceinture utilisée par les trains de fret. Les voies nouvelles sont intégrées au réseau ferré national ; elles constituent la ligne no 990 000, dans la nomenclature de SNCF Réseau, sous le nom de « Ligne de Sartrouville à Noisy-le-Sec (tangentielle légère nord) ». Elle est intégralement électrifiée en 25 kV alternatif 50 Hz, et le sens de circulation pratiqué est à gauche. La vitesse maximale varie de 70 à 100 km/h.
Les principes d'aménagement aux abords des gares sont définis par une charte d'aménagement sur les transports, signée à Pierrefitte-sur-Seine en septembre 2015 entre les intercommunalités concernées, les Départements, la région Île-de-France et la SNCF. Les interstations longues sur talus sans contact avec le milieu piéton distinguent cette première ligne express des tramways insérés dans le milieu urbain : « Tram 11 Express est une ligne qui comporte des gares (et non des "stations") qui sont conçues comme de véritables bâtiments voyageurs (BV) et non comme des stations de type tramway ».

### Gabarit réduit
Grâce au choix d'un matériel de type tram-train, l'emprise au sol nécessaire à la ligne est réduite à 8,5 mètres de largeur au lieu de 10 mètres pour le gabarit standard de trains classiques, ce qui permet une meilleure insertion dans le tissu urbain et réduit le nombre d'ouvrages d'art à réaliser. Le tracé n'est cependant pas sans conséquence sur certaines communes traversées, par exemple à Sartrouville où le quartier de la nouvelle gare devrait être largement réorganisé.

### Liste des gares

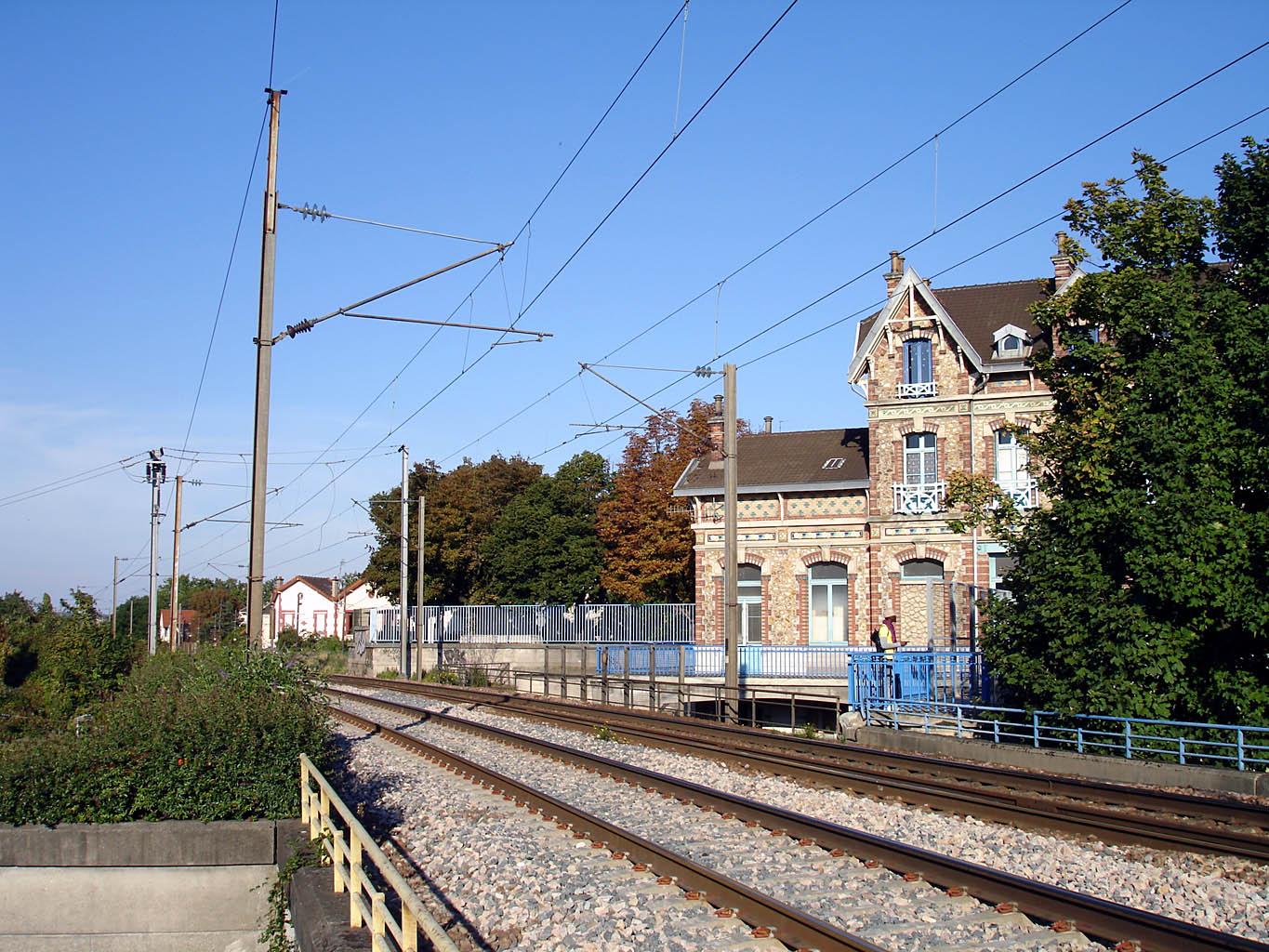
La ligne de Grande Ceinture devant la gare d'Épinay-sur-Seine. En contrebas de la plate-forme circule le.

Lors de son ouverture en juillet 2017, la ligne 11 dessert sept stations dont quatre avec des gares :
|  |   |  | Station                                  | Lat/Long                    | Zone | Communes                    | Correspondances                    |
|  | - |  | ---------------------------------------- | --------------------------- | ---- | --------------------------- | ---------------------------------- |
|  | ■ |  | Épinay-sur-Seine                         | 48° 57′ 15″ N, 2° 18′ 08″ E | 3    | Épinay-sur-Seine            | (RER) · (C) · (T) · (8)            |
|  | • |  | Épinay - Villetaneuse Montmagny          | 48° 57′ 31″ N, 2° 19′ 41″ E | 3    | Épinay-sur-Seine, Montmagny | Transilien · Ligne H du Transilien |
|  | • |  | Villetaneuse-Université                  | 48° 57′ 36″ N, 2° 20′ 29″ E | 3    | Villetaneuse                | (T) · (8)                          |
|  | • |  | Pierrefitte - Stains                     | 48° 57′ 43″ N, 2° 22′ 11″ E | 4    | Saint-Denis                 | (RER) · (D)                        |
|  | • |  | Stains-La Cerisaie                       | 48° 57′ 17″ N, 2° 23′ 30″ E | 3    | Stains                      |                                    |
|  | • |  | Dugny - La Courneuve Parc Georges Valbon | 48° 56′ 39″ N, 2° 24′ 39″ E | 3    | La Courneuve                |                                    |
|  | ■ |  | Le Bourget                               | 48° 55′ 50″ N, 2° 25′ 28″ E | 3    | Le Bourget, Drancy          | (RER) · (B)                        |

(Les gares en gras servent de départ ou de terminus à certaines missions)

### Intermodalité
Presque toutes les gares de la ligne offrent des correspondances avec le RER (ligne B au Bourget, ligne C à Épinay-sur-Seine et ligne D à Pierrefitte - Stains), avec le tramway (ligne T8 à Épinay-sur-Seine et Villetaneuse-Université) et enfin avec la ligne H du Transilien à la gare d'Épinay - Villetaneuse.

### Principaux ouvrages d'art

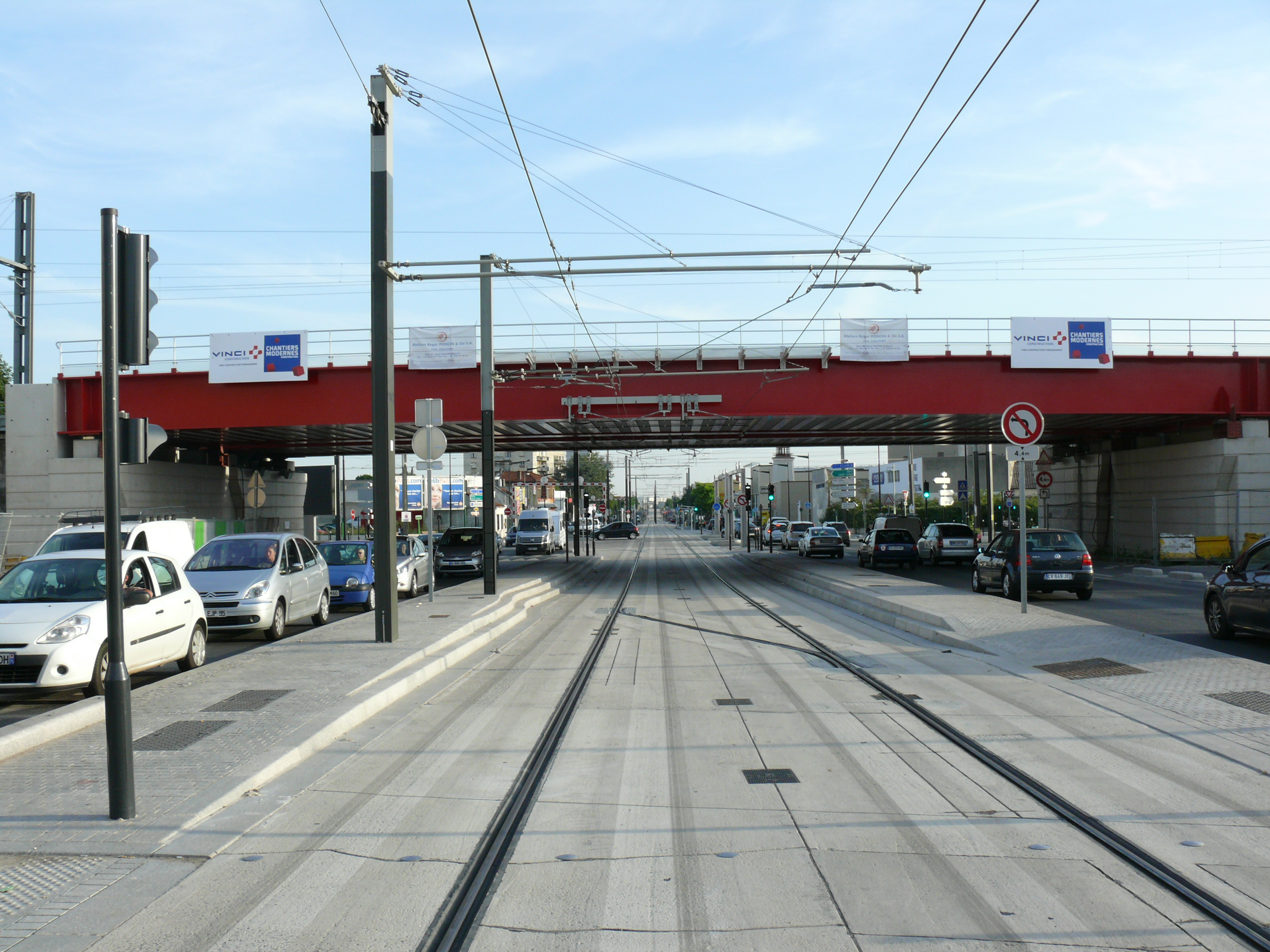
Le tablier du pont-rail de la tangentielle sur la RN 1 à Pierrefitte-sur-Seine a été posé en 2013.
Il jouxte le tablier de la Grande Ceinture, au second plan du cliché, qui avait été remplacé en 2007.

Retardé par des difficultés d'expropriation, le pont-rail de la tangentielle sur la RN 1 à Pierrefitte-sur-Seine, jouxtant celui de la ligne de la grande ceinture de Paris a été posé en 2013. Il surplombe également la plate-forme de la ligne 5 du tramway d'Île-de-France.
À Villetaneuse, le passage à niveau no 24 de la Grande Ceinture a été remplacé en 2012 par une passerelle piétonne, qui enjambe également l'emprise de la tangentielle Nord et qui donne accès à la gare de Villetaneuse-Université.

Le premier ouvrage d'art construit sur la ligne : la passerelle de Villetaneuse-Université qui dessert la gare. Elle est construite à cheval sur les voies en reliant l'université Paris-XIII, dont on voit le gymnase universitaire à droite du cliché, et le quartier du centre-ville, à gauche.

Durant la première phase, six passages à niveau sont remplacés par de nouvelles voiries avec des ouvrages de franchissement sécurisés.

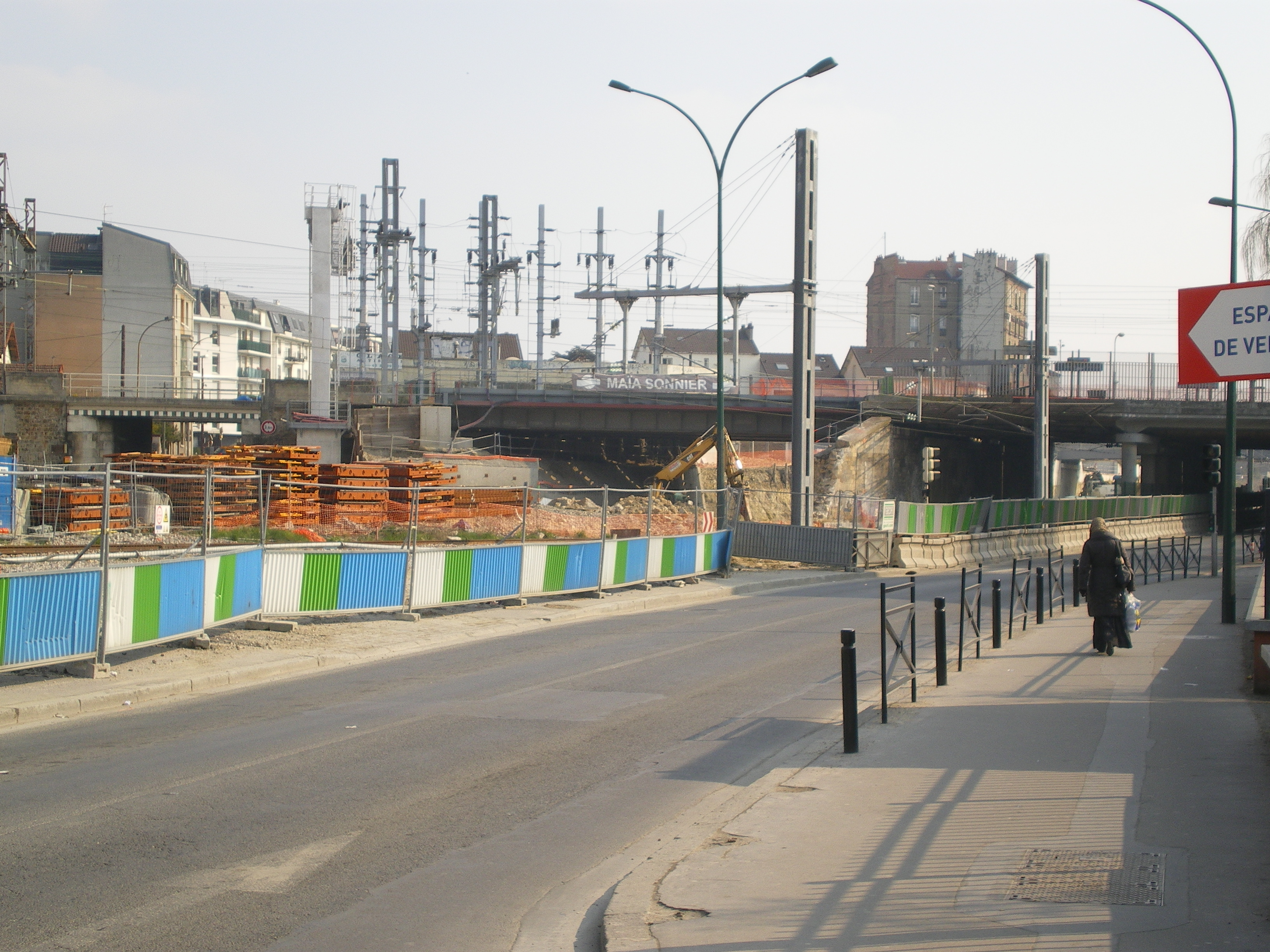
Franchissement des voies à Épinay - Villetaneuse.

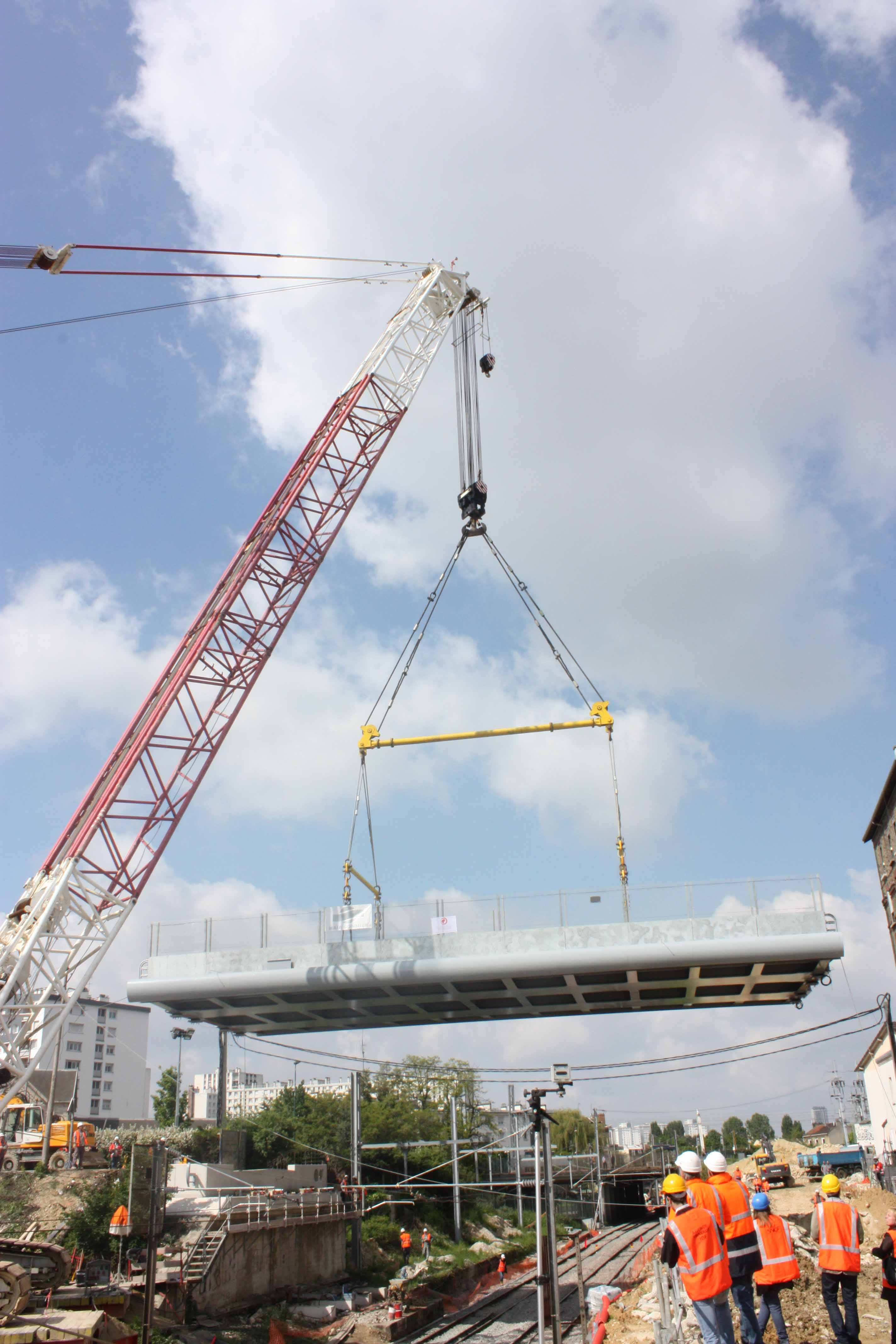
Pose du nouveau tablier du pont de la route de Saint-Leu (ex-RN 328) à Montmagny, sur la Grande-Ceinture, en vue du passage de la Tangentielle-Nord.

Un pont-rail permettant à la ligne H de franchir la Grande Ceinture en gare d'Épinay - Villetaneuse a dû être prolongé pour franchir les futures voies de la tangentielle nord. L'ouvrage comprend quatre tabliers de voies et trois tabliers de quais. Pour garantir la fluidité du trafic dans cette zone très dense (500 trains et 220 000 voyageurs quotidiens), les travaux ont, en général, été réalisés de nuit, entre 1 h et 4 h 40. La durée des interruptions, pour les opérations importantes, s'est limitée à seulement 50 heures de travail durant le week-end, pendant lesquelles les deux lignes (ligne H et Grande Ceinture) étaient coupées. Plus de trois ans ont été nécessaires pour réaliser l'opération, depuis les travaux préparatoires jusqu'aux travaux de finitions.
Le pont des trois Communes situé à Montmagny a été remplacé par un nouveau pont-route d'une portée de 27 m (dalle métallique orthotrope), permettant de franchir la Grande Ceinture et les deux voies de la future tangentielle nord. Il a été posé en mai 2012 en remplacement de l'ancien pont à trois travées d'un âge de plus de 100 ans. Il permet de libérer la place pour les futures voies ferrées.

## Exploitation

### Généralités
La SNCF étant en 2017 encore en situation de monopole sur les circulations régionales, le T11 est une ligne de tram-train exploitée par Transkeo, sous-filiale de la SNCF via sa filiale Keolis (51 %) et de SNCF Participations (49 %). Les salariés ne bénéficient pas du statut de cheminot, mais uniquement de la convention collective nationale du ferroviaire, comme les nouveaux entrants du réseau ferroviaire français.
Le coût de l'exploitation de la ligne est, selon la SNCF, inférieur de 40 % à celle d'une ligne Transilien classique, dont les deux tiers sont imputables à la nature de la ligne et le dernier tiers grâce à la politique de ressources humaines et à la polycompétence demandée aux agents. 
Le 22 mars 2025, l'exploitation de la ligne est reprise par Stretto (également un groupement Keolis - SNCF Voyageurs), au même titre que les lignes T4 et T14 (anciennement branche Esbly - Crécy-la-Chapelle du Transilien P),.
Annoncée initialement pour fonctionner de 5 h à minuit, sa fin de service est fixée à 1 h,. La fréquence proposée est d'un tram-train toutes les 5 minutes aux heures de pointe et toutes les 10 minutes aux heures creuses. La vitesse commerciale prévue doit avoisiner les 50 km/h, grâce à des interstations longues et à un matériel performant en accélération. Le trajet complet entre Sartrouville et Noisy-le-Sec nécessiterait environ 35 minutes.
L'exploitation est gérée par un poste de commande centralisé installé en gare de Noisy-le-Sec. Il supervise la gestion opérationnelle de la ligne, la coordination avec l'agent circulation du poste 1 de Bobigny pour la circulation des rames à vide entre le centre de maintenance et Le Bourget, ainsi que la gestion de la traction électrique.

### Gares
De nouveaux bâtiments voyageurs sont construits sur le même modèle, en bois, métal et verre, mêlant l’esprit des anciennes halles ferroviaires à celui des serres végétales. Leur conception se veut écologique avec des panneaux photovoltaïques, la récupération des eaux de pluie et un chauffage par géothermie.

### Signalétique

Les différents logos de la ligne
Logo utilisé par la SNCF.
Logo utilisé par la RATP.
Logo utilisé par Île-de-France Mobilités.

Île-de-France Mobilités (ex-STIF) souhaitant revoir sa signalétique et ses appellations de lignes, le T11 est représenté avec un logo initialement rond puis avec un logo carré tel que généralisé pour les lignes de tramway.

### Matériel roulant

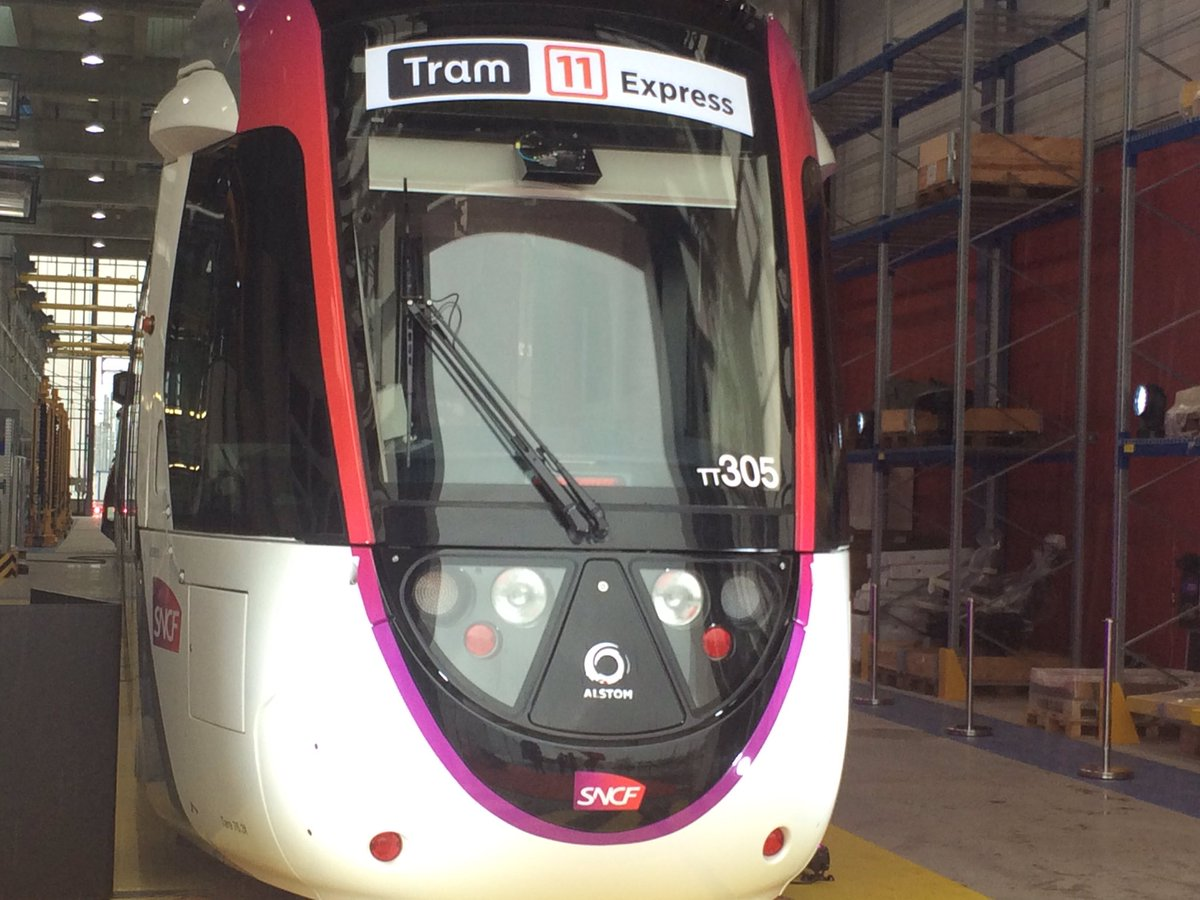
Rame Citadis Dualis arborant la livrée SNCF et le logo Île-de-France Mobilités à bordure carrée.

La ligne est exploitée par 15 tram-trains Citadis Dualis pour la première tranche (Épinay-sur-Seine – Le Bourget). Ces nouvelles rames ont été livrées à partir du printemps 2016. Cet investissement de 88 millions d'euros est financé intégralement par le STIF. Implanté en gare de Noisy-le-Sec, le dépôt des rames est un centre de maintenance qui a la charge des rames du T11, mais aussi du tram T4 et des rames de la ligne d'Esbly à Crécy-la-Chapelle.
L'exploitation de la ligne complète (phase 2) nécessiterait 38 rames.
Le Citadis Dualis, version tram-train du Citadis, est un matériel électrique de 2,65 m de largeur et 42 m de longueur, avec une charge à l'essieu de 11,5 tonnes, Il est capable de fortes accélérations et peut gravir des rampes de 65 ‰. Totalement accessible aux personnes à mobilité réduite, il est doté d'un plancher plat à 38 cm de hauteur, et peut transporter 250 voyageurs. Il peut circuler en unités doubles ou triples pour s'adapter au trafic. Le matériel est doté de la ventilation réfrigérée et d'un système d'affichage embarqué. La vitesse maximale est de 100 km/h pour une vitesse moyenne annoncée de 50 km/h.

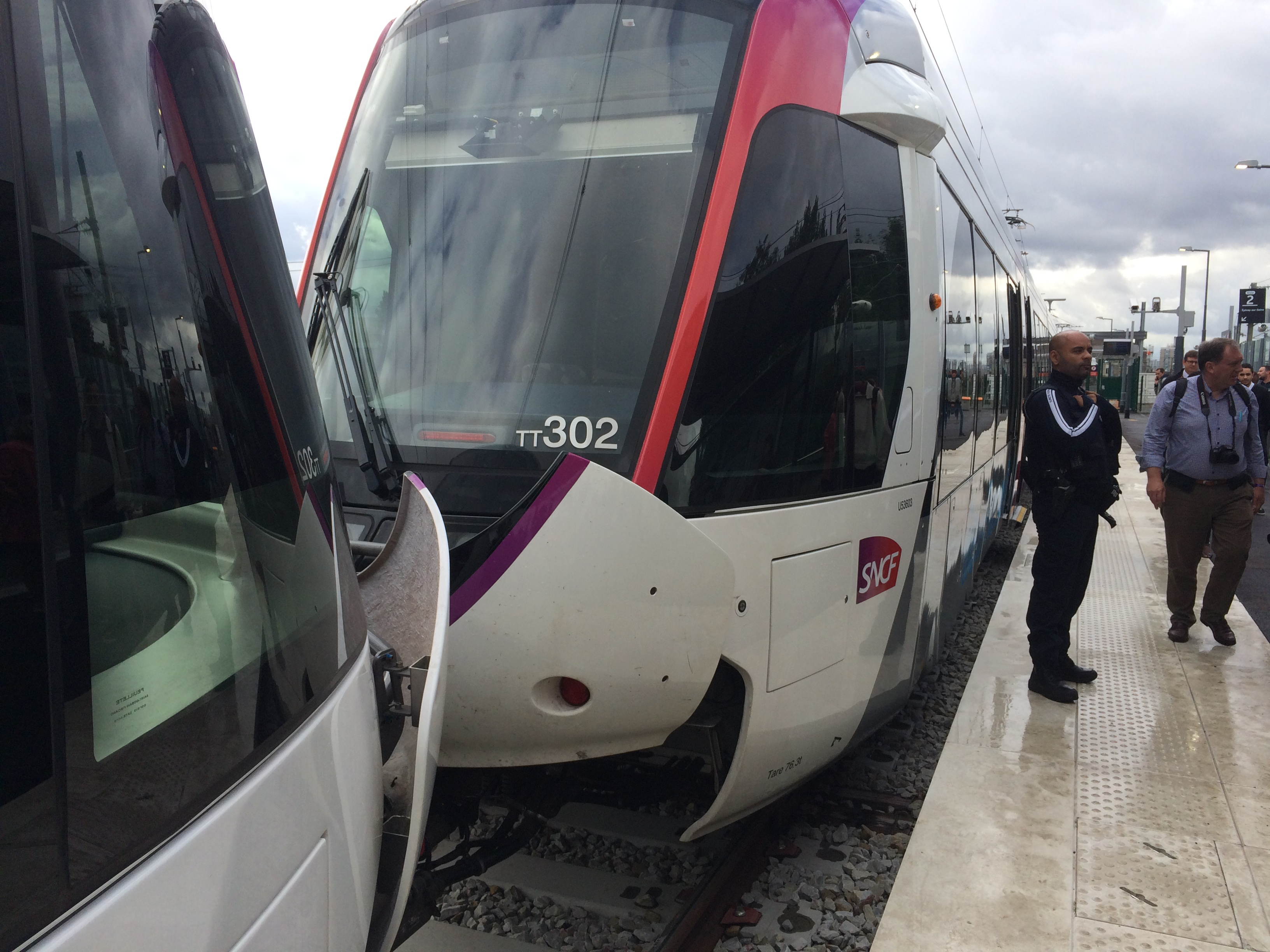
Rames couplées en gare d'Épinay-sur-Seine.

### Tarification et financement
La tarification de la ligne est identique à celle en vigueur sur tout le réseau du tramway d'Île-de-France. Un ticket « bus-tram », qui remplace le ticket t+ au 1er janvier 2025, permet un trajet simple quelle que soit la distance, avec une ou plusieurs correspondances possibles avec les autres lignes de bus et de tramway pendant une durée maximale de 1 h 30 entre la première et dernière validation. En revanche, un ticket validé dans un bus ne permet pas d'emprunter le métro, ni le Transilien et le RER. Une exception existe à titre temporaire pour l'emprunt des T11 à T13, précédemment accessibles avec le billet origine-destination, où le ticket « métro-train-RER » est nécessaire.
Le financement du fonctionnement de la ligne (entretien, matériel et charges de personnel) est assuré par l'exploitant. Cependant, les tarifs des billets et abonnements dont le montant est limité par décision politique ne couvrent pas les frais réels de transport. Le manque à gagner est compensé par l'autorité organisatrice, Île-de-France Mobilités, présidée depuis 2005 par le président du Conseil régional d'Île-de-France et composé d'élus locaux. Elle définit les conditions générales d'exploitation ainsi que la durée et la fréquence des services. L'équilibre financier du fonctionnement est assuré par une dotation globale annuelle aux transporteurs de la région grâce au versement mobilité payé par les entreprises et aux contributions des collectivités publiques.

La validation du titre de transport se fait en gare et non dans la rame, contrairement à la plupart des tramways précédemment mis en service en Île-de-France. Il s'agit, en novembre 2017, de la seule ligne de tramway francilienne disposant de lignes de contrôle dans la totalité de ses gares.

### Opérateur
Avant et après son ouverture, la ligne fait l'objet de critiques. Le choix de la SNCF de confier l'exploitation de la ligne à sa filiale de droit privé Transkeo a été critiqué, notamment par la CGT, qui, bien que se réjouissant de la ligne en elle-même, dénonce un « transport low cost pour les Franciliens », un « dumping social » qui serait utilisé afin de « se passer des cheminots sous statut et sur tous les trams-trains (T12, T13, T4 prolongé) », ce qui serait le véritable objectif de la SNCF,. Les conditions de travail au sein de Transkeo ont également été critiquées. Ainsi, Eric Meyer pointe aussi du doigt un « dumping social en interne ». Pour Mathieu Borie : « Transkeo profite de l’absence de convention collective pour imposer des rémunérations inférieures à celles en vigueur dans sa maison-mère, la SNCF ».
Des dysfonctionnements fréquents ont également été dénoncés. Selon Le Parisien, « depuis son lancement, (la ligne) a connu quatre ou cinq incidents notables entraînant des interruptions de trafic »,.
Du fait de la création en 2018 de l'opérateur « Transkeo T12-T13 » pour l'exploitation de ces lignes, l'exploitant de T11 est renommé « Transkeo T11 ».
Dans le cadre de l'ouverture à la concurrence des transports en commun en Île-de-France, IDFM décide en décembre 2020 que la ligne T11 sera la première ligne existante à faire l'objet d'un appel d'offres (conjoint avec le T4 et la navette Esbly-Crécy) afin de désigner en 2022 un opérateur dont l'activité doit débuter en décembre 2023. Après une année de retard, c'est finalement Stretto (groupement Keolis-SNCF) qui est choisi le 12 octobre 2023.

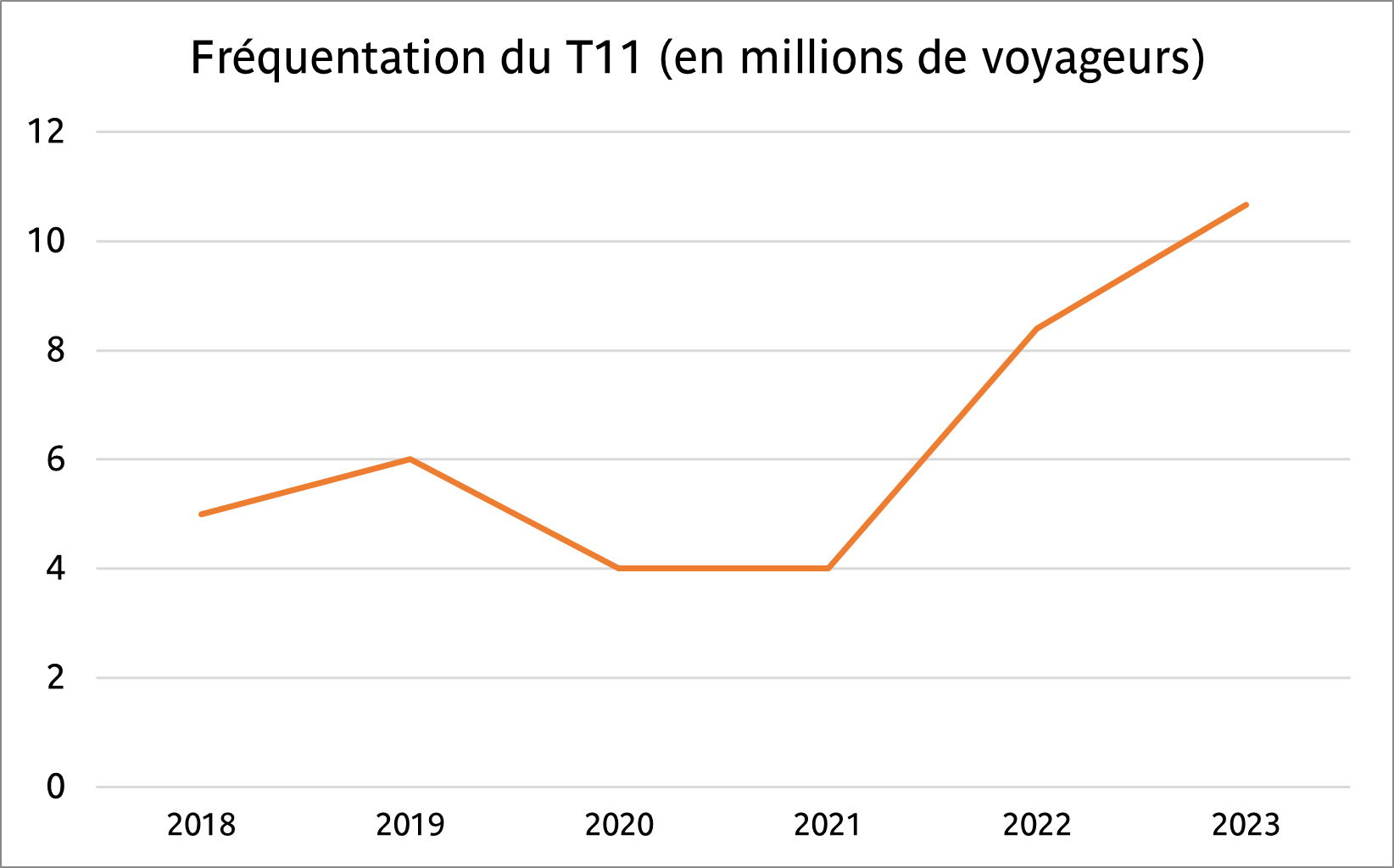
Fréquentation du T11.

### Trafic
| Année                             | 2018 | 2019 | 2020 | 2021 | 2022 | 2023 |
| Nombre de voyageurs (en millions) | 5    | 6    | 4    | 4    | 8    | 11   |

## Impact économique de la ligne

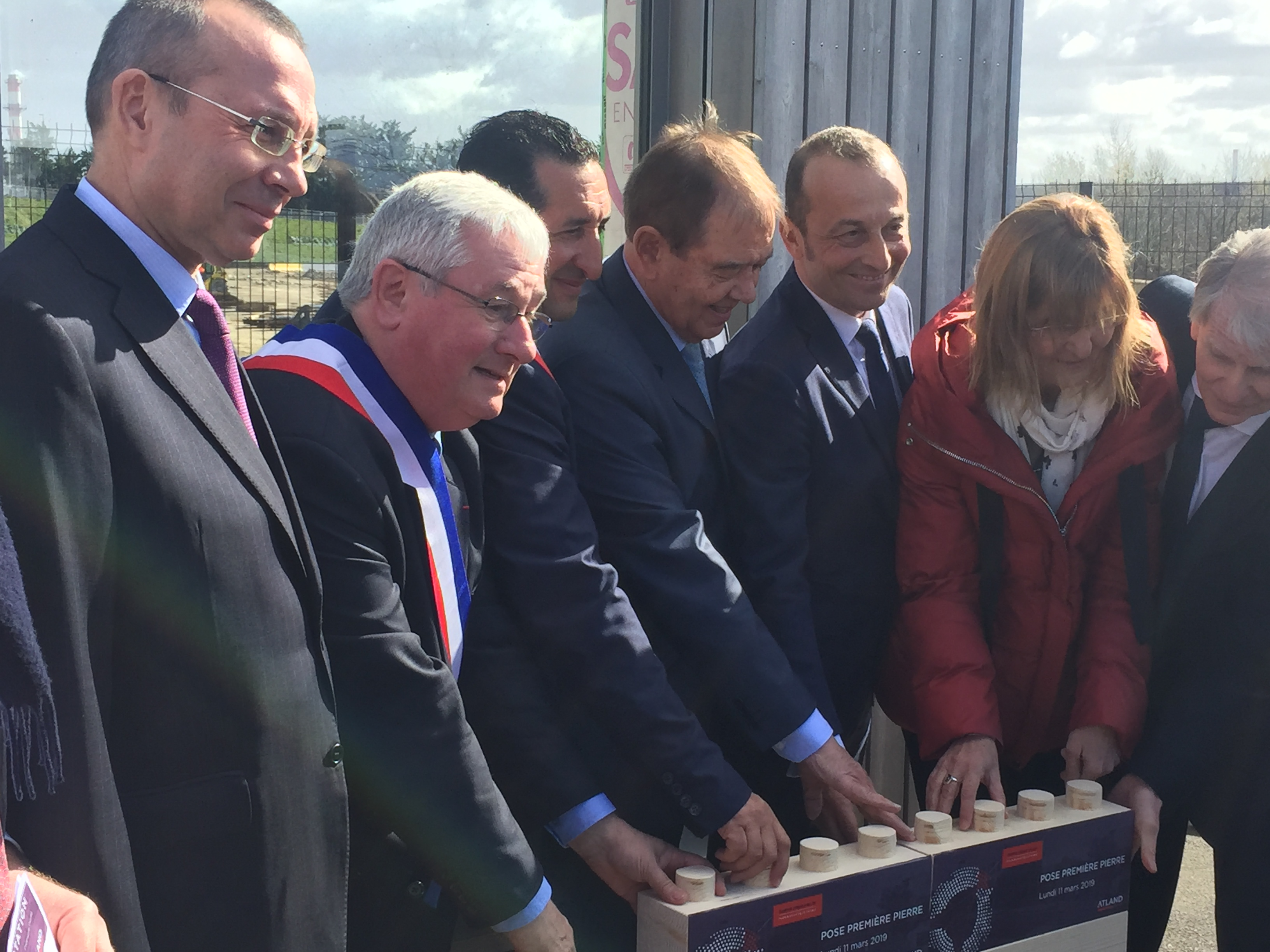
Pose de la première pierre du campus d'activité Atland face à la gare de Pierrefitte - Stains.

La création de cette infrastructure renforce l'attractivité du nord du territoire de Plaine commune. En 2019, la première pierre d'un centre d'affaires de 25 000 m2 est posée au droit de la gare du T11 de Pierrefitte - Stains qui doit accueillir en 2020 un centre de recherche d’Engie, le Crigen (250 emplois), mais également un centre de formation de Total. Le Conseil régional y décide fin 2017 la construction d'un lycée devant ouvrir à la rentrée 2021.
Autour de la gare de Dugny - La Courneuve, le conseil départemental de la Seine-Saint-Denis dévoile en juillet 2016 un projet d'aménagement d'un terrain de 80 hectares afin de relier la gare au bourg de Dugny en urbanisant les terrains au nord de la route départementale 114, tout en agrandissant le parc Georges-Valbon en y adjoignant le terrain des Essences. Le site voisin de l'Aire des vents doit accueillir le village des médias dans le cadre du projet français d'accueil des Jeux olympiques d'été de 2024.

## Galerie

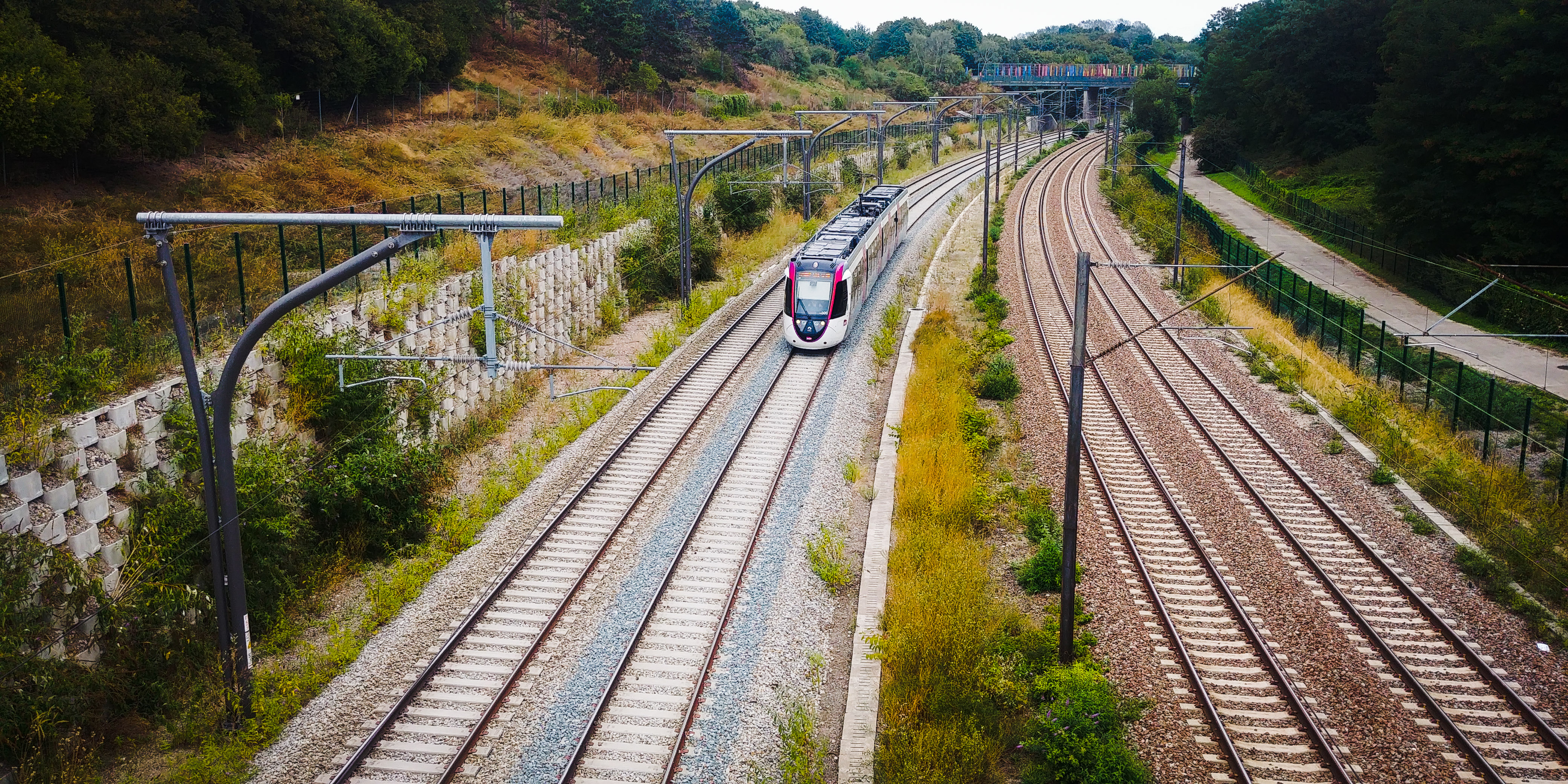
La ligne longe sur tout son parcours la ligne de la grande ceinture de Paris ; ici, au milieu du parc Georges-Valbon.
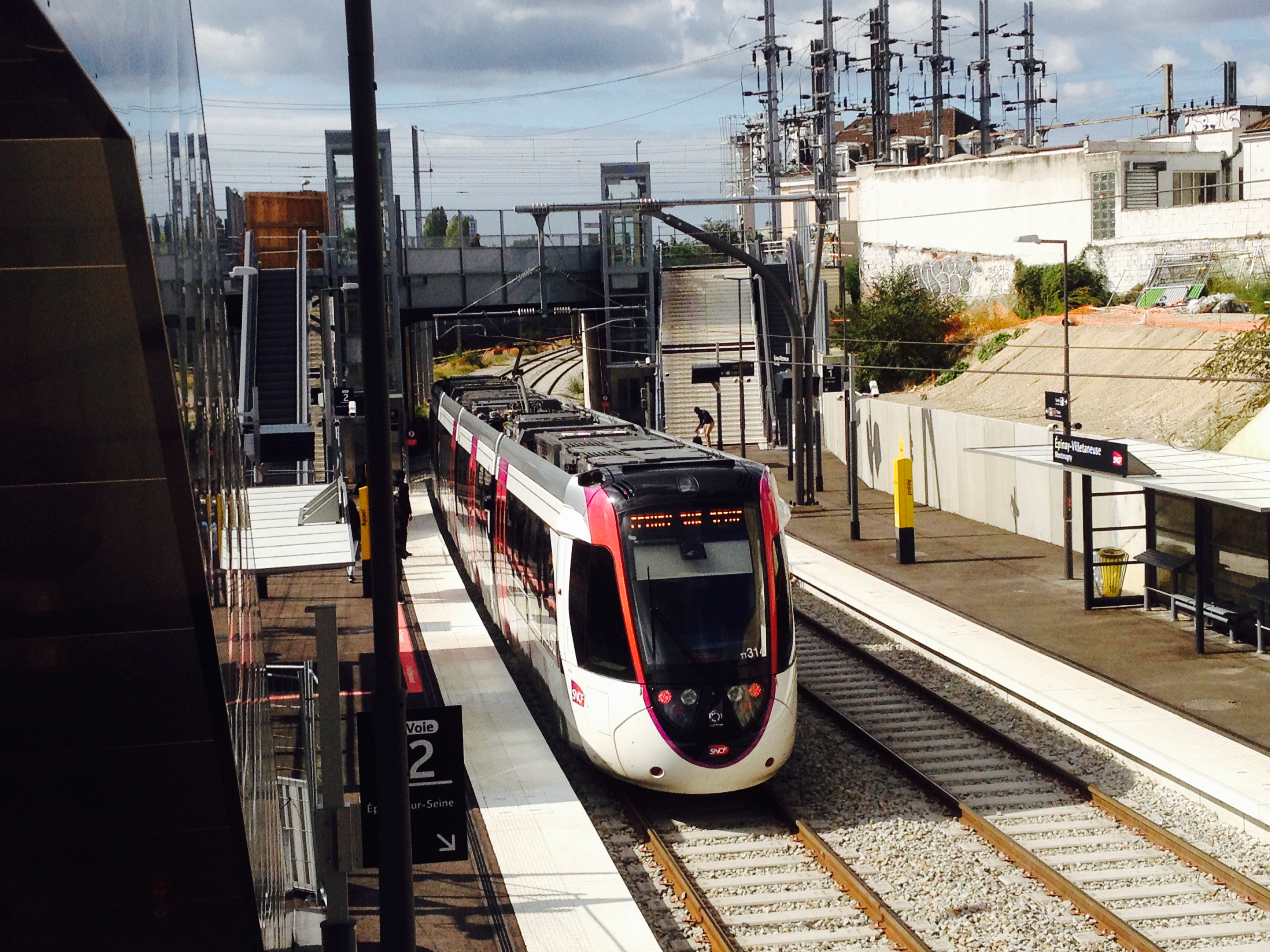
Rame en gare d'Épinay - Villetaneuse.
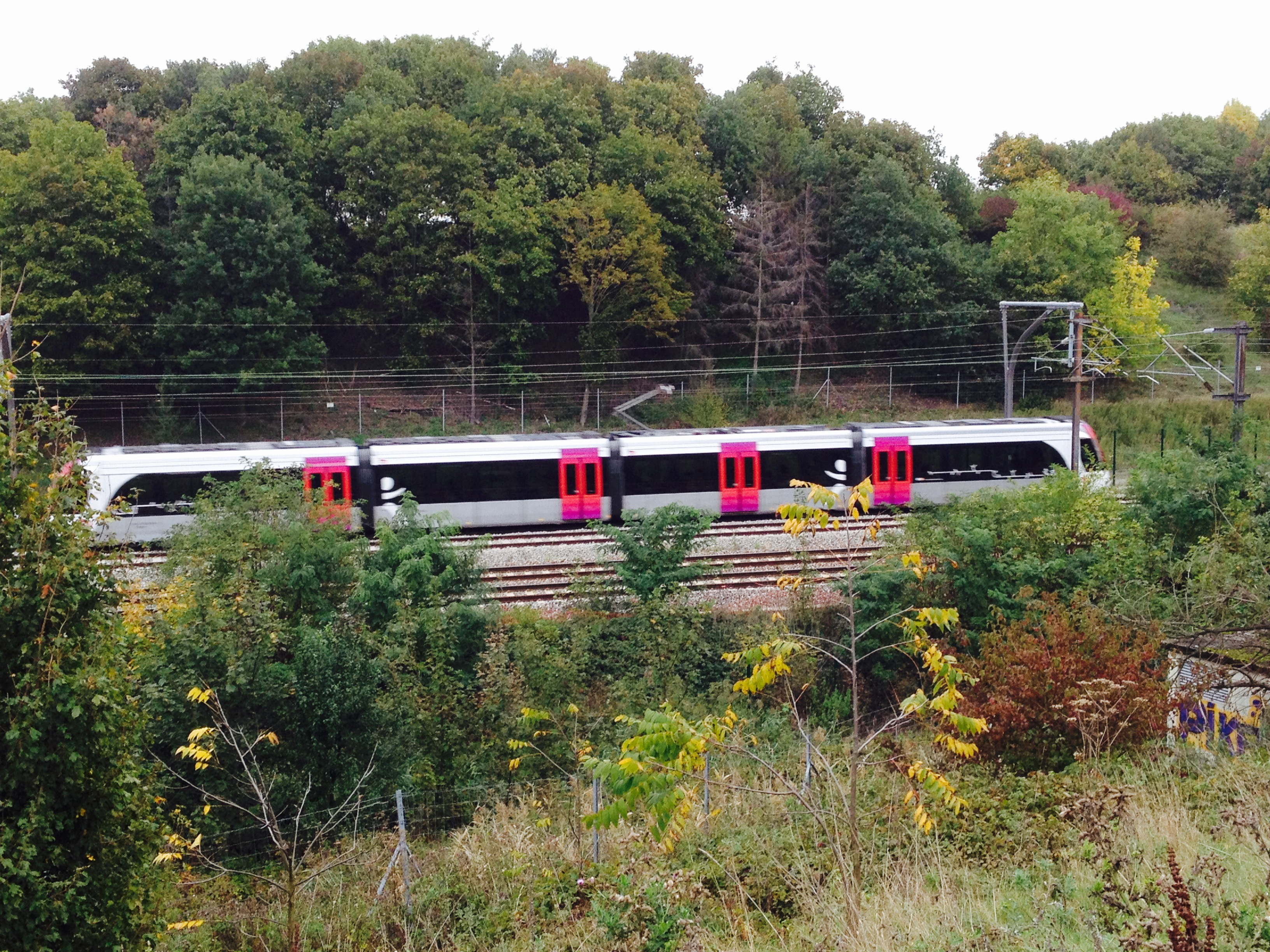
Rame vue depuis le parc de La Courneuve.
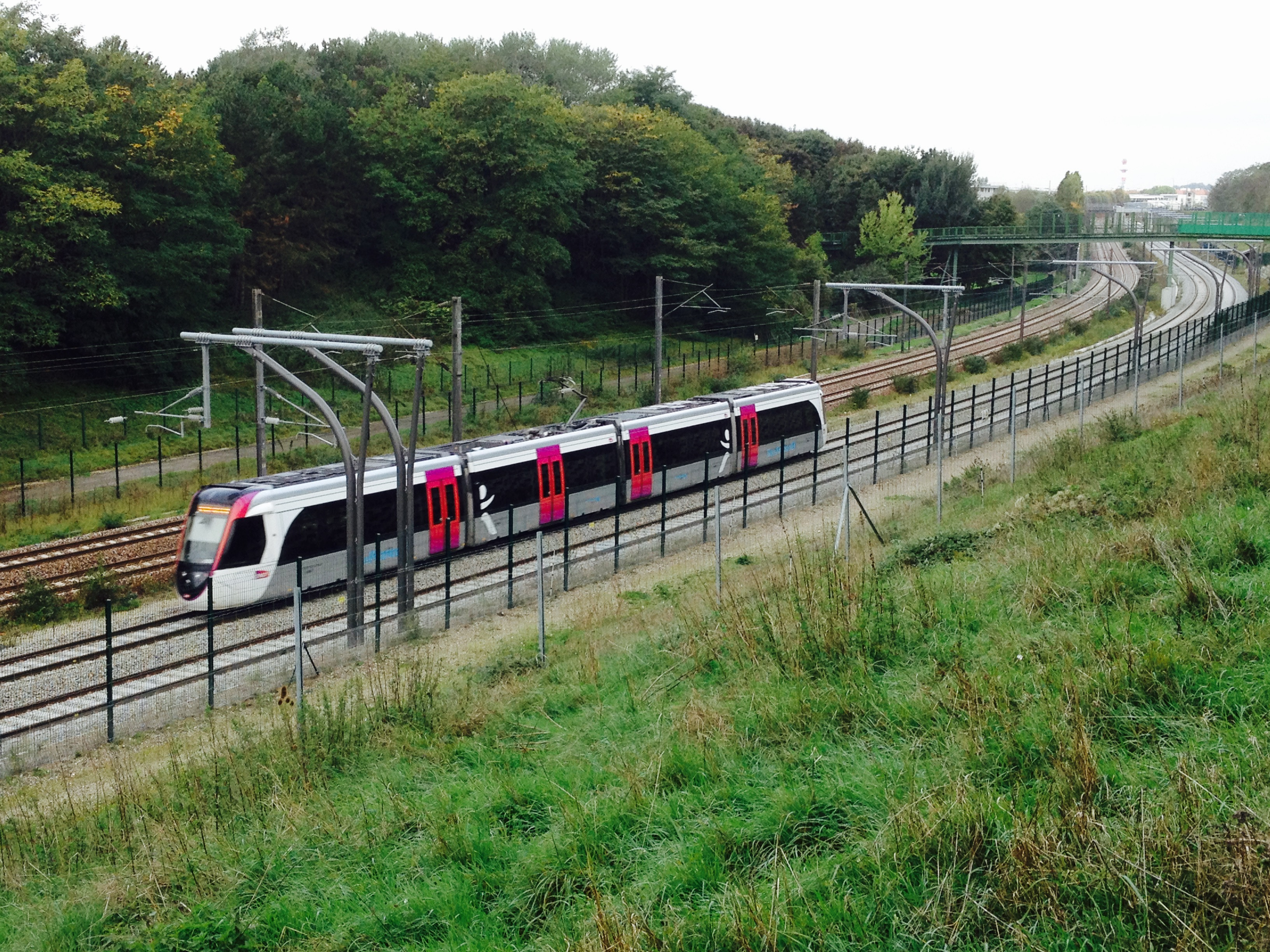
Rame vue depuis le parc de La Courneuve.
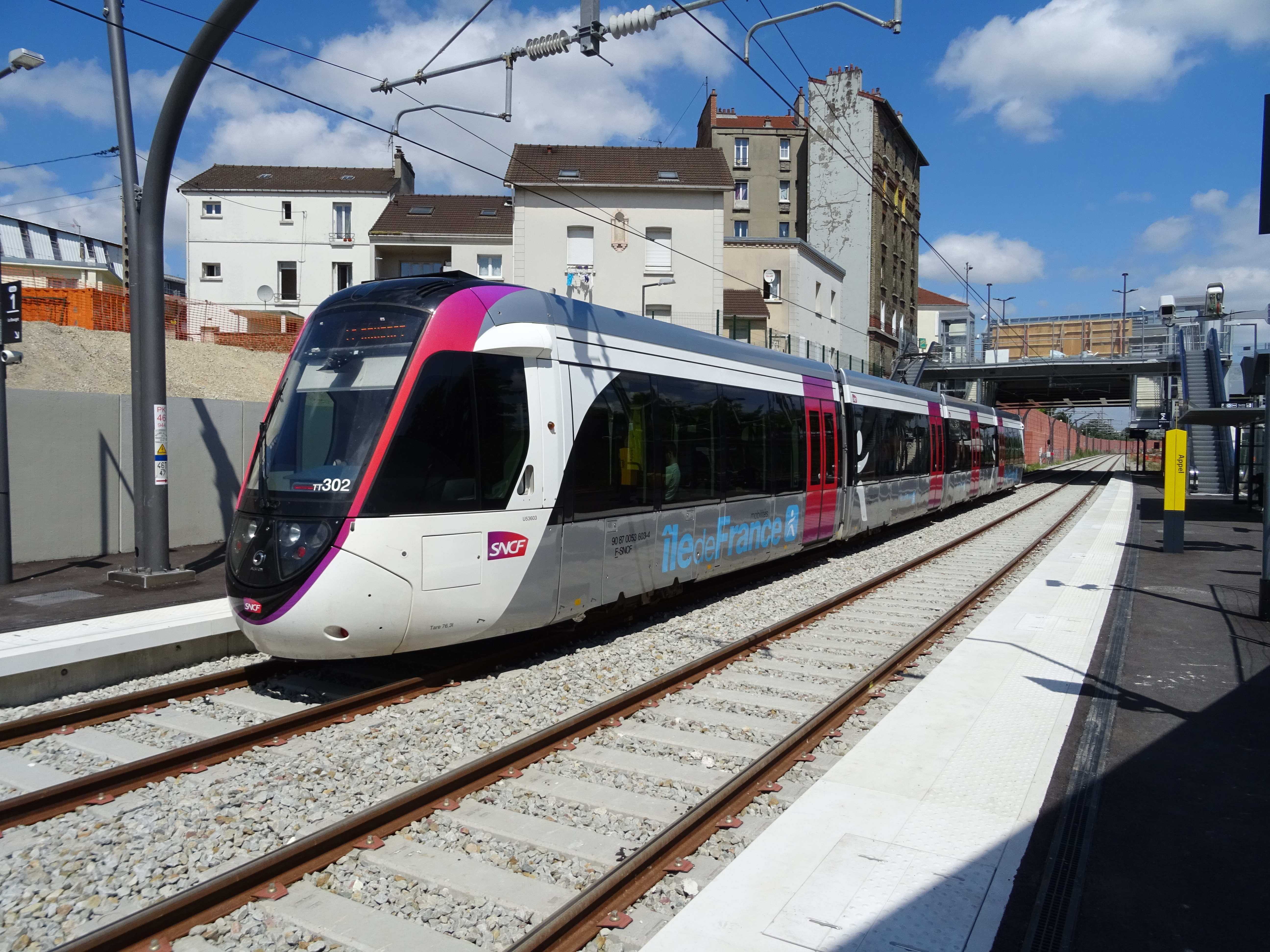
Rame en gare d'Épinay - Villetaneuse, se dirigeant vers Le Bourget.
Citadis Dualis en direction du Bourget à l'entrée de Villetaneuse-Université.
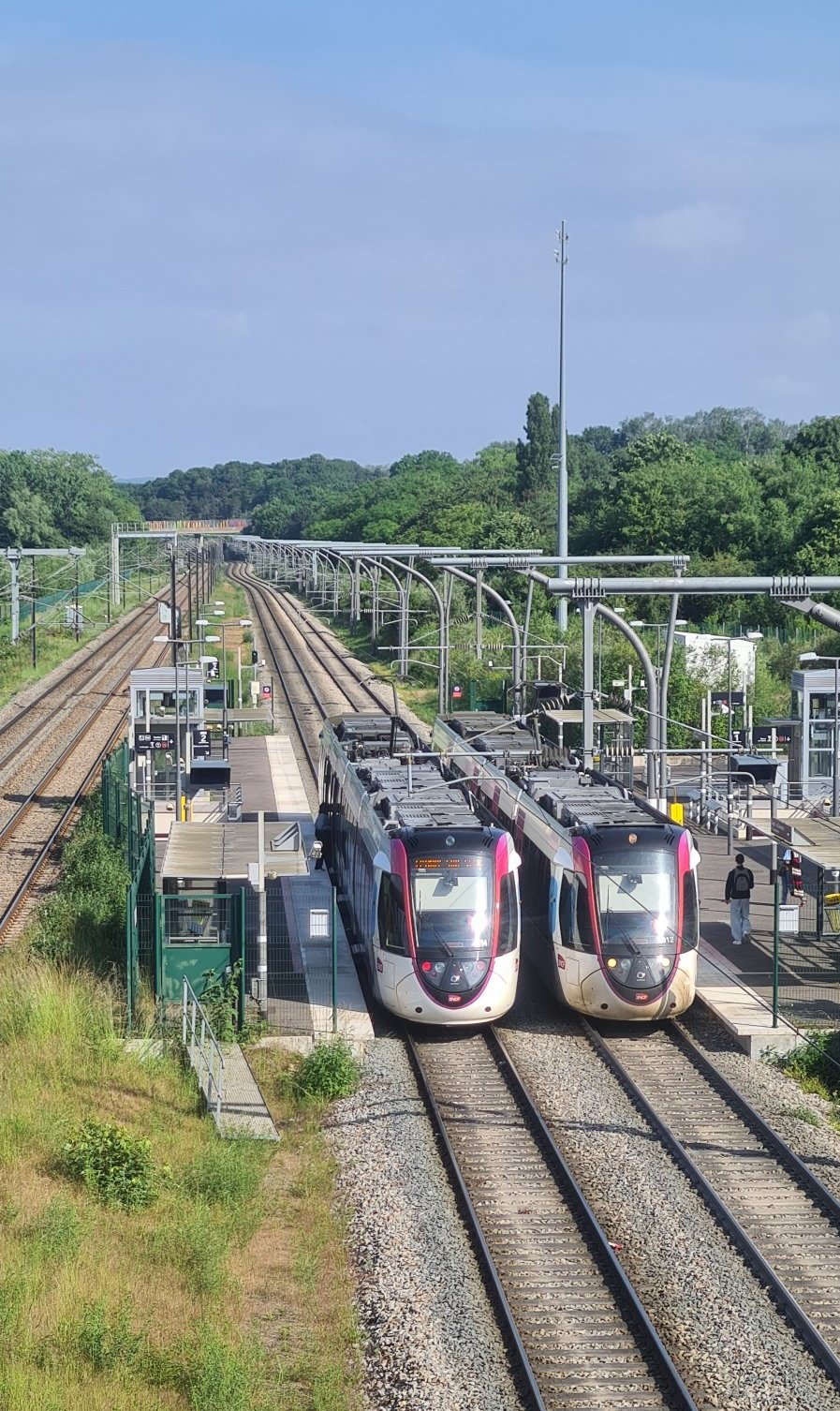
Rames en gare de Dugny-La-Courneuve

## Prolongements

Plan de la ligne avec les prolongements attendus et les correspondances espérées.

Achevée de Sartrouville à Noisy-le-Sec, la ligne permettrait de transporter 18,4 millions de voyageurs par an.

### Prolongement à l'ouest
La mise en service de ce prolongement à l'ouest est annoncée pour 2033. Ce prolongement jusqu'à Sartrouville permettrait de faciliter les trajets de banlieue à banlieue et de soulager la ligne A du RER, la plus chargée du RER. Le nombre de 300 000 voyageurs par jour est avancé par les associations d'usagers. La prolongation vers l'ouest mettrait Sartrouville à 35 minutes de Noisy-le-Sec au lieu d'1 h 30 min en 2019. Le coût du prolongement à l'ouest est estimé en 2018 à 800 M€.
Le projet de prolongement est retardé en 2024 pour explorer la possibilité d'une ligne 19 plus onéreuse, ce qui suscite des contestations notamment à Argenteuil sur le retard induit pour la ligne 11.
|  |   |  | Gare                        | Lat/Long                    | Zone | Commune          | Correspondances                                  |
|  | - |  | --------------------------- | --------------------------- | ---- | ---------------- | ------------------------------------------------ |
|  | ■ |  | Sartrouville                | 48° 56′ 15″ N, 2° 09′ 27″ E | 4    | Sartrouville     | (RER) · (A) · Transilien · Ligne L du Transilien |
|  | • |  | Sartrouville-Val Notre-Dame | 48° 56′ 24″ N, 2° 11′ 39″ E | 4    | Sartrouville     | (projet)                                         |
|  | • |  | Val d'Argenteuil            | 48° 57′ 01″ N, 2° 13′ 53″ E | 4    | Argenteuil       | Transilien · Ligne J du Transilien               |
|  | • |  | Argenteuil-GC               | 48° 56′ 56″ N, 2° 15′ 29″ E | 4    | Argenteuil       | (à la gare d'Argenteuil)                         |
|  | • |  | Épinay-sur-Seine            | 48° 57′ 15″ N, 2° 18′ 08″ E | 3    | Épinay-sur-Seine | (RER) · (C) · (T) · (8)                          |

### Prolongement à l'est
Le projet de SDRIF rendu public en septembre 2008 prévoyait un prolongement du Tram Express Nord jusqu'à la gare de Noisy-le-Sec, à échéance 2020.
La mise en service de ce prolongement à l'est est annoncée désormais pour 2032.
|  |   |  | Gare               | Lat/Long                    | Zone   | Communes              | Correspondances                         |
|  | - |  | ------------------ | --------------------------- | ------ | --------------------- | --------------------------------------- |
|  | • |  | Le Bourget         | 48° 55′ 50″ N, 2° 25′ 33″ E | 3      | Le Bourget, Drancy    | existant : en construction : envisagé : |
|  | • |  | Drancy - Bobigny   | 48° 54′ 57″ N, 2° 25′ 35″ E | 3      | Drancy, Bobigny       | existant : envisagé :                   |
|  | • |  | Bobigny - La Folie |                             | 2 ou 3 | Bobigny, Noisy-le-Sec | envisagé : Tzen 3                       |
|  | ■ |  | Noisy-le-Sec       | 48° 53′ 48″ N, 2° 27′ 35″ E | 3      | Noisy-le-Sec          | (RER) · (E) · (T) · (1)                 |

### Ultérieurement
Si le projet de Tram Express Nord prévoyait à l'origine une branche entre Pontoise et Épinay-sur-Seine, ce projet semble être remplacé par une simple mise en correspondance avec la ligne C du RER.
En revanche, le projet de SDRIF rendu public en septembre 2008 prévoyait également un prolongement ultérieur de la ligne au delà de Noisy-le-Sec vers le sud, vers Villiers-sur-Marne, Sucy - Bonneuil, Pont de Rungis et Massy - Palaiseau à plus long terme. Toutefois ces projets ne font l'objet en 2008 d'aucune planification ni financement et le projet du Grand Paris Express a pu répondre à certains objectifs de desserte. Le SDRIF, finalement adopté par la Région le 18 octobre 2013 et approuvé par décret le 27 décembre 2013, borne la ligne à Sartrouville et Noisy-le-Sec sans évoquer de prolongements ultérieurs.
La création d'une station de métro « La Folie » sur la ligne 5 le long du canal de l'Ourcq à Bobigny est possible, les emprises ayant été réservées, et assurerait la correspondance avec le T11 à Bobigny - La Folie. Sa réalisation doit encore être confirmée[réf. nécessaire].

## Lieux desservis

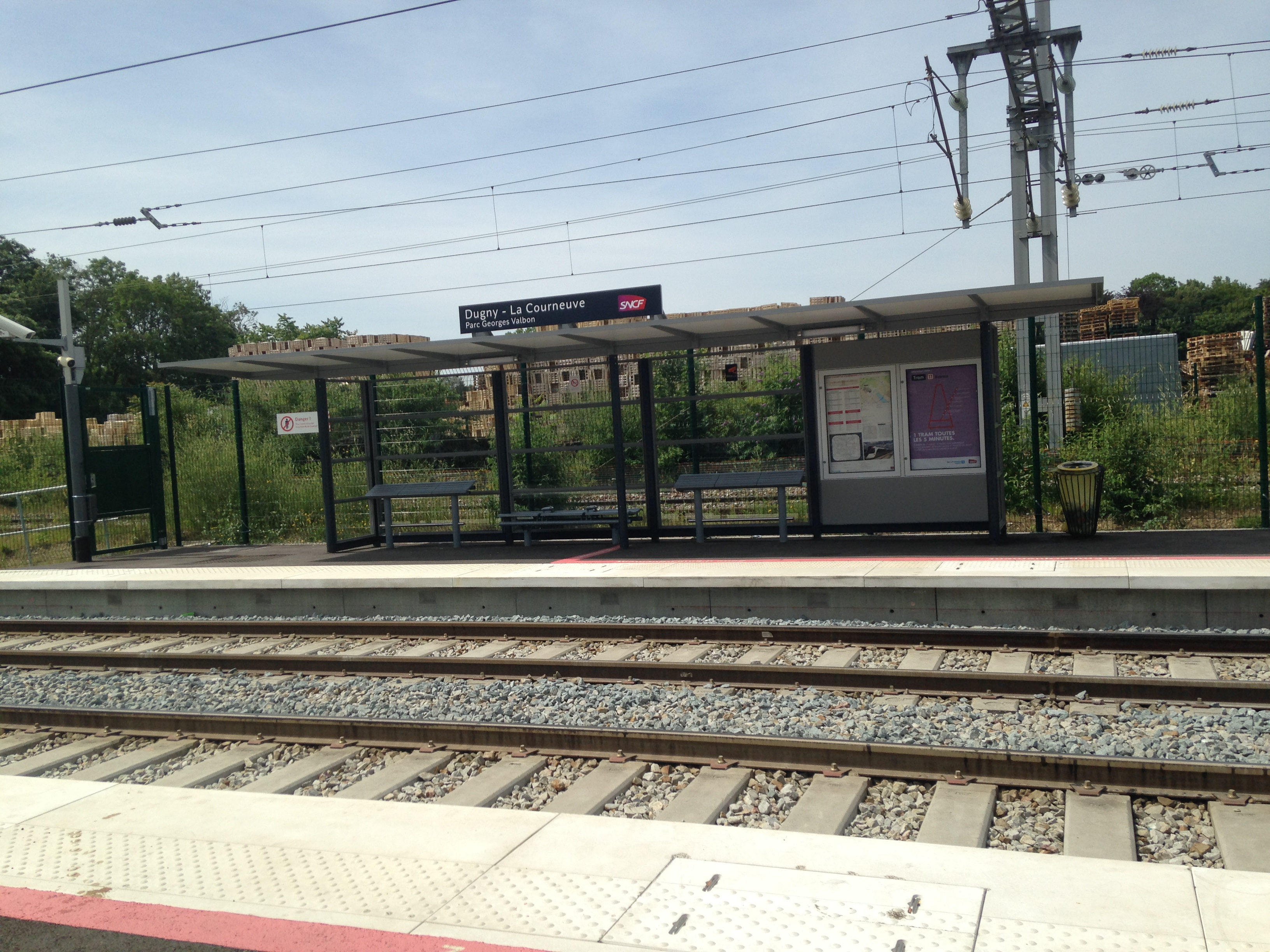
La station Dugny - La Courneuve dessert (comme dit le sous-titre de la station), le parc Georges-Valbon.

Le T11, dessert d'ouest en est , les lieux suivants :  
- les bords de la Seine et la salle de cinéma CGR d'Épinay-sur-Seine (station Épinay-sur-Seine) ;
- l'hôtel de ville de Villetaneuse et l'université Sorbonne Paris-Nord  (station Villetaneuse-Université) ;
- le parc Georges-Valbon (stations Dugny - La Courneuve) ;
- le site d'escalade du Bourget (stations  Dugny - La Courneuve et  Le Bourget) ;
- l'aéroport du Bourget qui abrite aussi le musée de l'Air et de l'Espace (station Le Bourget) .